# Aage Neutzsky-Wulff
Aage Neutzsky-Wulff (19. august 1891 – 10. juni 1967) var en dansk forfatter og far til Erwin Neutzsky-Wulff og Vita Andersen.
Aage Neutzsky-Wulff debuterede i 1921 med Mit livs bog.
Neutzsky-Wulff (som indtil 1941 stavede sit efternavn uden s) skrev bl.a. om "den okkulte lærdom", nærmere bestemt antroposofien.